# Андрес Ескобар
Андрес Ескобар (ісп. Andrés Escobar, нар. 13 березня 1967, Медельїн — пом. 2 липня 1994, Медельїн) — колумбійський футболіст, захисник.
Насамперед відомий виступами за клуби «Атлетіко Насьйональ» та національну збірну Колумбії, а також обставинами трагічної смерті.
Був вбитий 2 липня 1994 року на 28-му році життя у рідному місті Медельїні, невдовзі після повернення з США, де разом з національною збірною брав участь у тогорічному чемпіонаті світу. Гравця було застрілено на парковці нічного клубу трьома нападниками. За популярною версією мотивом для вбивства стала помста за автогол, забитий Ескобаром у власні ворота під час гри групового етапу чемпіонату світу проти збірної США (завершилася поразкою колумбійців з рахунком 1:2).

## Клубна кар'єра
У дорослому футболі дебютував у 1987 році виступами за команду клубу «Атлетіко Насьйональ», в якій провів два сезони.
Своєю грою за цю команду привернув увагу представників тренерського штабу швейцарського клубу «Янг Бойз», до складу якого приєднався у 1989 році. Відіграв за бернську команду лише один сезон своєї ігрової кар'єри, після чого повернувся на батьківщину, де знову грав за «Атлетіко Насьйональ» до трагічної загибелі у 1994.

## Виступи за збірну
У 1988 році дебютував в офіційних матчах у складі національної збірної Колумбії. Провів у формі головної команди країни 50 матчів, забивши 1 гол.
У складі збірної був учасником чемпіонату світу 1990 року в Італії, чемпіонату світу 1994 року у США, розіграшу Кубка Америки 1989 року у Бразилії та розіграшу Кубка Америки 1991 року у Чилі.